# Scymnus scapuliferus
Scymnus scapuliferus es una especie de escarabajo del género Scymnus,  familia Coccinellidae. Fue descrita científicamente por Mulsant en 1850.
Se distribuye por República Democrática del Congo, Gambia, Kenia, Sierra Leona, Senegal y Sudáfrica. Posee cuerpo alargado y convexo, cabeza oscura. Pronoto y élitros oscuros. Viven en ecosistemas naturales.